# Peelse Heide
De Peelse Heide is een cultuurhistorisch interessante heide-ontginning ten zuiden van Reusel. Het gebied heeft een oppervlakte van 455 ha en is eigendom van de gemeente Reusel-De Mierden.
Het gebied bestond voorheen uit woeste grond maar is in de periode 1930-1945 ontgonnen en voor een groot deel met Grove den beplant. De verkaveling is blokvormig maar er bevinden zich, aan de Willekenslaan, twee cirkelvormige wegen die De Groote Cirkel en De Kleine Cirkel heten.
Naar verluidt zou de Grote Cirkel qua afmetingen overeenkomen met het Place de l'Ėtoile en de afstand van hier tot de Kleine Cirkel met die tussen genoemd plein en Place de la Concorde. Een ambtenaar van de gemeente zou op dit idee gekomen zijn en burgemeester Willekens nam het maar al te graag over. Overigens vormden de cirkels tijdens de Tweede Wereldoorlog een belangrijk oriëntatiepunt voor piloten.
Nabij de Groote Cirkel ligt de Reuselse Kei, een grote zwerfsteen van 1240 kg die echter niet met gletsjers is meegekomen zoals in Noord-Nederland, maar via een vroegere loop van de Maas waar hij in een grote ijsschots was vastgevroren. De kei lag vroeger in de buurt van de Kroonvennen bij Bladel, maar vormde een hindernis voor de landbouw. Daarom is ze op initiatief van de toenmalige burgemeester Willekens verplaatst naar de huidige locatie. De ouderdom van het gesteente wordt geschat op 550 miljoen jaar. Van 1992 tot 2000 heeft de kei nog bij het cultureel centrum De Kei gelegen, maar ze is weer naar haar oorspronkelijke plaats bij de Groote Cirkel. teruggebracht.
Zuidelijk van de Groote Cirkel vindt men de Stenen der Zaligheden, waar acht stenen zijn geplaatst die de Acht zaligheden voorstellen. Ook zijn er verwijzingen naar de acht zaligsprekingen uit de Bergrede.
Bij de Kleine Cirkel staat nog een beeld van Ellen van Kroonenburg, de Januskop geheten. Het staat precies op de waterscheiding van Schelde en Maas.